# Eddy Snelders
Edward (Eddy) Snelders (Antwerpen, 9 april 1959) is een gewezen Belgische voetballer. Hij is de zoon van gewezen voetballer René Snelders en de vader van voetballers Kristof Snelders en Philippe Snelders. Hij werkte als co-commentator voor Sporting Telenet en Sporza Radio tot begin december 2023. 
In 2025 werd Snelders veroordeeld voor feiten van voyeurisme, exhibitionisme, openbare zedenschennis en aanranding van de eerbaarheid.

## Carrière als voetballer
Eddy Snelders maakte in de heenronde van het seizoen 1975/76 zijn debuut bij eersteklasser Royal Antwerp FC. Hij was toen nog maar 17 jaar oud. In de loop der jaren groeide de middenvelder, die soms ook in de verdediging uitkwam, uit tot een vaste waarde bij de Antwerpse club.
In 1980 verhuisde Snelders naar KSC Lokeren, waar hij meteen vicekampioen werd. Een seizoen later werd Lokeren onder leiding van trainer Robert Waseige vierde in de competitie. Maar na reeds twee seizoenen hield Snelders het voor bekeken. De toen 23-jarige middenvelder verhuisde dan voor de eerste maal naar Lierse SK, waar hij opnieuw slechts twee seizoenen verbleef. Snelders bengelde met Lierse net boven de degradatiezone. Lierse leed in die dagen onder het vertrek van topschutter Erwin Vandenbergh.
Ondanks degradatievoetbal versierde Snelders in 1984 een transfer naar Standard Luik. De Rouches waren in die periode aangeslagen door de Bellemansaffaire en haalden met moeite het niveau van de Belgische subtop. Snelders zelf kwam regelmatig aan spelen toe en werd uiteindelijk in zijn tweede jaar in Luik toch knap derde achter RSC Anderlecht en Club Brugge. In de zomer van 1986 ruilde hij Standard in voor KV Kortrijk.
In West-Vlaanderen werd Snelders een belangrijke pion die garant stond voor degelijkheid. KV Kortrijk sleet in die dagen meerdere trainers per jaar, maar groeide wel uit tot een stevige middenmoter. Na drie seizoenen trok de ondertussen 30-jarige middenvelder naar het pas gepromoveerde Germinal Ekeren, waar hij begin jaren 90 een ploegmaat werd van onder meer Jos Daerden, Philippe Vande Walle, Nico Claesen, Didier Dheedene, Simon Tahamata en Mike Verstraeten. In 1990 haalde Germinal Ekeren de finale van de Beker van België. Maar Club Luik won die wedstrijd met 2-1.
In 1994 keerde Eddy Snelders terug naar Lierse. Het was exact tien jaar geleden dat Snelders nog eens in het shirt van Lierse speelde. Hij werd in geen tijd aanvoerder van een jonge generatie die in 1997 onder leiding van trainer Eric Gerets kampioen zou worden. Snelders zelf was daar niet bij, want hij keerde in 1996 voor één jaar terug naar Germinal Ekeren. Daar kwam hij amper nog aan spelen toe. Op het einde van dat seizoen zette een punt achter zijn loopbaan als voetballer.
In totaal speelde hij 594 keer in Eerste Klasse. Enkel Willy Wellens en zijn gewezen ploegmaat Raymond Mommens stonden meer wedstrijden op het veld.

## Hulptrainer en commentator
Na zijn loopbaan als voetballer ging Snelders aan de slag als hulptrainer bij de Rode Duivels. Hij was bij voetbalwedstrijden co-commentator voor Sporza Radio en Sporting Telenet tot aan zijn schorsing begin december 2023 wegens vermeende feiten van zedenschennis (zie verder).

## Vervolging wegens voyeurisme en aanranding
Begin december 2023 werd Snelders gearresteerd door de politie van Brasschaat op verdenking van exhibitionisme, dat hij pleegde in zijn immobedrijf. Snelders werd onder voorwaarden vrijgelaten. Tijdens het gerechtelijk onderzoek bleek dat Snelders ook volwassenen en minderjarigen filmde in zijn Ardens vakantiehuisje, waardoor hij ook vervolgd wordt voor voyeurisme. Het zou gaan om 65 slachtoffers, al is dit waarschijnlijk een onderschatting omdat Snelders nog bewijsmateriaal vernietigde vlak voor zijn arrestatie.
Later bleek ook dat Snelders in de kleedkamers van een openbaar zwembad had gefilmd. Daarnaast wil het parket hem ook vervolgen voor drie gevallen van aanranding van de eerbaarheid.
De zaak tegen Snelders werd op 26 mei 2025 voor de correctionele rechtbank in Antwerpen. Behalve de feiten van voyeurisme, exhibitionisme, openbare zedenschennis en aanranding van de eerbaarheid van 3 vrouwen, staat hij ook terecht voor bezit van beelden van seksueel kindermisbruik. Hij riskeerde maximaal 10 jaar gevangenisstraf.
In aanloop naar het proces had Snelders aan een dertigtal slachtoffers reeds schadevergoedingen betaald.
Op 23 juni 2025 werd Snelders veroordeeld tot 5 jaar cel, waarvan 42 maanden met uitstel. De rechtbank achtte de meeste feiten bewijzen, behalve het bezit van beelden van kindermisbruik en een van de aanrandingen.

## Persoonlijk
Snelders was van 2022 tot 2024 getrouwd met Bé De Meyer, bekend als assistente van de Belgische versie van het televisieprogramma Rad van Fortuin, met wie hij al langer een relatie had.